# Before Night Falls
Before Night Falls är en film från 2000 regisserad av Julian Schnabel. Den är baserad på romanen med samma namn. Javier Bardem som spelade huvudrollen som Reinaldo Arenas nominerades till en Oscar i kategorin bästa manlige skådespelare. I övriga roller ses bland andra Olivier Martinez och Johnny Depp.